# 大泉町立南中学校
大泉町立南中学校（おおいずみちょうりつみなみちゅうがっこう）は、群馬県邑楽郡大泉町にある公立中学校。

## 沿革
- 1947年4月29日 - 群馬県邑楽郡大川村に大川村立大川中学校として開校。
- 1957年3月31日 - 大川村と小泉町が町村合併を行い、大泉町となる。校名を改称して、大泉町立大川中学校となる。
- 1958年4月1日 - 校名を改称して、大泉町立大泉南中学校となる。
- 1986年4月1日 - 新設大泉町立西中学校が分離。

## 学校行事
| - 4月 入学式 - 5月 - 6月体育祭 | - 7月 - 8月夏休み - 9月持久走大会 | - 10月 - 11月合唱コンクール - 12月クリスマスコンサート | - 1月 - 2月立春式 - 3月 卒業式 |

## 学区
- 群馬県邑楽郡大泉町
  - 住吉の一部
  - 富士1丁目の一部、3丁目の一部
  - 丘山
  - 仙石1丁目 - 4丁目の一部
  - 大字仙石
  - 吉田
  - 古海
  - 日の出

## 交通
- 東武鉄道小泉線西小泉駅より徒歩20分

## 出身者
- 諸田実咲（棒高跳選手）[1]